# 聖露西亞聖殿
聖露西亞聖殿（葡萄牙語：Santuário de Santa Luzia）位於葡萄牙維亞納堡，供奉耶穌聖心。聖路濟亞教堂建在一個中世紀小教堂的遺址上，登頂可以俯瞰維亞納堡全城；該教堂被稱為眼疾患者的朝聖之地，建造時間從1904年持續到1959年。聖殿擁有伊比利亞半島第一大，歐洲第二大的彩繪玻璃花窗。
|  |  |

|  |  |

## 外部連結
- 聖露西亞聖殿 （页面存档备份，存于）（葡萄牙文）

41°25′14″N 8°30′02″W / 41.4205°N 8.5005°W